# Semarang United Football Club
Il Semarang United è una società calcistica di Semarang, Indonesia. Milita in Liga Indonesia, prima divisione nazionale.

## Rosa 2011/2012
| N. |                      | Ruolo | Calciatore                        |
| -- | -------------------- | ----- | --------------------------------- |
| 3  | Indonesia (bandiera) | D     | Tomi Triono                       |
| 4  | Indonesia (bandiera) | D     | Rahman Lestaluhu                  |
| 6  | Indonesia (bandiera) | D     | Sendik Riskiyanto                 |
| 7  | Indonesia (bandiera) | C     | Agus Santoso                      |
| 8  | Brasile (bandiera)   | C     | Amarildo Luiz de Souza (capitano) |
| 10 | Angola (bandiera)    | C     | Amancio Jose Pinto Fortes         |
| 11 | Australia (bandiera) | C     | Joshua James Maguire              |
| 12 | Indonesia (bandiera) | A     | Muhamad Yusuf                     |
| 13 | Indonesia (bandiera) | C     | Widianto Ahmad                    |
| 16 | Indonesia (bandiera) | D     | Ichwan Wicaksono                  |

| N. |                      | Ruolo | Calciatore            |
| -- | -------------------- | ----- | --------------------- |
| 18 | Indonesia (bandiera) | D     | Eko Prasetyo Ariyanto |
| 19 | Indonesia (bandiera) | C     | Yudha Nugroho         |
| 20 | Indonesia (bandiera) | A     | Johanis Sampelo       |
| 22 | Indonesia (bandiera) | P     | Adi Gesang Saputra    |
| 25 | Indonesia (bandiera) | D     | Ari Noviga Pratama    |
| 26 | Indonesia (bandiera) | D     | Komang Mariawan       |
| 27 | Indonesia (bandiera) | D     | Iwan Hari Wahyudi     |
| 33 | Indonesia (bandiera) | P     | Yoga Arif Wahyu Utomo |